# Onostranstvo
Onostránstvo je pojem s področja verovanja. Predstava o onostranstvu odgovarja na nekaj temeljnih vprašanj o ustroju sveta in mestu človeka in bogov v svetu ter zlasti o tem, kaj se zgodi z zemeljskimi bitji, vključno ljudmi, po smrti.
V abrahamskih verstvih onostranstvo predstavljajo nebesa, pekel in v nekaterih teologijah vice. Pojem onostranstva je zelo izražen v zahodnih indo-evropejskih družbah, na primer v keltskih verovanjih in v starogrški mitologiji. V starogrških mitih je več onostranstev: bogovom je dodeljen Olimp, ljudje pa gredo vsi v Had, ki pa ima več pokrajin, ki jih naseljujejo onostranske inačice dobrih in manj dobrih ljudi. Zločinci morajo v Tartar. 
Slovanska mitologija je poznana le v obrisih, tako tudi pojem onostranstva ni trdno utemeljen. Nepotrjena Velesova knjiga kot bivališče Svaroga omenja Svargo. Svarga naj bi bila istočasno podzemlje pogube in raj imenovan Irij.
V nekaterih verstvih je posmrtno bivanje v onostranstvu manj poudarjeno: hinduizem in budizem poznata predvsem ponovno rojstvo na tem svetu (reinkarnacija).